# The Pull
"The Pull" é o oitavo episódio da primeira temporada da série de televisão Sons of Anarchy. Foi escrito por Kurt Sutter e Jack LoGiudice, dirigido por Guy Ferland e foi ao ar originalmente em 22 de outubro de 2008 nos Estados Unidos.

## Enredo
Darby recebe um envelope de Kohn que contém um arquivo sobre as negociações da SAMCRO com o IRA. Ele marca uma reunião com Alvarez e se oferece para dar-lhe a informação se os Mayans matarem Clay, o que permitiria aos Nordics ganhar uma posição em Charming enquanto os Mayans assumiriam o negócio de armas. Alvarez hesita no início, mas Darby garante que a polícia não investigará muito de perto, pois ficará satisfeito com o fato de os criminosos estarem eliminando uns aos outros. Alvarez aceita a oferta e diz a seu filho, Esai, para matar Clay, assim como Darby.
A SAMCRO está coletando os $ 70.000 necessários para garantir outro carregamento de armas. Uma parte considerável do dinheiro vem de Luann, enquanto o resto chega mais tarde naquele dia, quando Jax se depara com um motorista de caminhão espancado na rodovia. Ele diz que os Nordics pegaram seu caminhão-tanque porque ele deve dinheiro a eles. Jax e Opie então roubam o caminhão de volta e o vendem para Wayne Unser por um preço baixo. Enquanto isso, Half-Sack rouba uma ambulância autônoma em uma tentativa de pagar sua dívida e ganhar seu patch, mas o clube descarta a façanha como inútil e desnecessariamente arriscada. Jax vai ao hospital para visitar Abel, que Tara diz ser saudável o suficiente para que Jax possa segurá-lo pela primeira vez. Gemma teme que Jax e Tara estejam renovando seu relacionamento.
Clay e Tig marcaram um encontro com McKeavey em um bar irlandês local. Mas, em vez disso, eles são recebidos por Cameron Hayes, primo de McKeavey, que os informa que McKeavey foi espancado até a morte em Oakland por ordem do chefe da autoridade portuária, Brenan Hefner. Mesmo assim, o negócio vai adiante, mas quando eles levantam suas bebidas para o camarada morto, dois pistoleiros Mayans entram pela porta. Eles atiram em Clay, mas são abatidos por Tig e o barman armado de espingarda; Cameron leva um tiro nas nádegas. Simultaneamente, os Mayans atacam a casa de Darby e atiram em um soldado Nord e duas mulheres, mas Darby sobrevive e consegue escapar.
Os Sons percebem que os Mayans e os Nordics são aliados e que a guerra é iminente. No entanto, Clay e Tig estão preocupados com o compromisso de Jax com uma guerra de gangues. Jax garante que está totalmente comprometido com a SAMCRO, mas também expressa sua preocupação com a violência que está destruindo o clube. Clay decide chamar os líderes dos Sons de Washington, Utah e Nevada em uma tentativa de exterminar os Mayans. Enquanto isso, a ambulância roubada é usada para levar Cameron à sede do clube para tratamento médico. Jax diz que receberá suprimentos médicos de Tara enquanto Chibs, um ex-médico do Exército Britânico, fará a cirurgia para remover a bala.
Jax pega o material médico na casa de Tara. Depois que ele sai, Kohn sai do banheiro de Tara e a força a fazer sexo com ele. Na primeira oportunidade, no entanto, ela pega a arma dele e atira no estômago dele. Ela chama Jax para obter ajuda. Quando ele chega, ele explica a Tara que Kohn irá para a prisão por causa desse ataque, mas ele provavelmente voltará quando for solto. No entanto, quando o ferido Kohn provoca Tara chamando-a de "motoqueira vagabunda", Jax atira na cabeça dele com sua própria arma. Tara e Jax então fazem amor enquanto o iPod de Kohn toca a música de Andy Williams "Can't Get Used to Losing You" repetidas vezes. Enquanto isso, de volta ao clube, Tig e Opie preparam SAMCRO para a guerra reunindo armas.

## Produção
O título do episódio refere-se à coleta de dinheiro em que o episódio é centrado, e também refere-se a Jax e Tara agindo em sua atração um pelo outro. O episódio da terceira temporada, intitulado "The Push", também recebeu o nome de um evento significativo no relacionamento de Jax e Tara.

## Recepção

### Crítica
A morte de Josh Kohn foi votada em 14º lugar no E! como "21 mortes mais importantes de Sons of Anarchy", enquanto a cena em que Jax e Tara fazem sexo perto de seu cadáver foi eleita a 15ª posição na revista Rolling Stone como "20 Melhores Momentos de Sons of Anarchy".

### Audiência
O episódio teve um total de 2,14 milhões de telespectadores em sua exibição original na FX na faixa de 18-49 anos de idade. Apresenta aumento de 0.27 pontos de audiência em relação ao episódio anterior.